# Cheers to the Fall
Cheers to the Fall è il primo album in studio della cantante statunitense Andra Day, pubblicato nel 2015.

## Tracce
1. Forever Mine – 3:19
2. Only Love – 3:24
3. Gold – 3:45
4. Not Today – 3:53
5. Mistakes – 3:34
6. Goodbye Goodnight – 4:26
7. Rearview – 4:04
8. Red Flags – 3:47
9. Honey or Fire – 3:17
10. Gin & Juice (Let Go My Hand) – 3:31
11. Rise Up – 4:13
12. City Burns – 4:53
13. Cheers to the Fall – 3:46